# Super Liga (2022/2023)
Sezon 2022/23 był 32. edycją rozgrywek o mistrzostwo Mołdawii. Brało w niej udział 8 drużyn, które w okresie od 30 lipca 2022 do 20 maja 2023 rozegrały w dwóch rundach 24 kolejek meczów. Sheriff Tyraspol zdobył ósmy tytuł z rzędu, a dwudziesty pierwszy w swojej historii.

## Drużyny
| Uczestnicy poprzedniej edycji | Uczestnicy poprzedniej edycji | Uczestnicy poprzedniej edycji | Uczestnicy poprzedniej edycji |
| --- | ----------------------------- | ----------------------------- | ----------------------------- |
| SHE | Sheriff Tyraspol              | Tyraspol                      | 1                             |
| PEH | Petrocub Hîncești             | Hîncești                      | 2                             |
| MIL | Milsami Orgiejów              | Orgiejów                      | 3                             |
| SFG | Sfîntul Gheorghe              | Suruceni                      | 4                             |
| BAL | FC Bălți                      | Bielce                        | 5                             |
| DAT | Dinamo-Auto Tyraspol          | Tyraspol                      | 6                             |
| po barażach |                               |                               |                               |
| ZKI | Zimbru Kiszyniów              | Kiszyniów                     | 7                             |
| Awans z Divizii A |                               |                               |                               |
| DAC | Dacia Buiucani                | Kiszyniów                     | 1                             |
| Oznaczenia: - kolumna pierwsza – skróty nazw drużyn, - kolumna trzecia – siedziba klubu, - kolumna czwarta – miejsce zajęte w poprzednim sezonie. |                               |                               |                               |

## Faza pierwsza
| Lp. | Drużyna                   | M  | Z  | R | P  | B+ | B– | +/– | Pkt | Kwalifikacja      |  | SHE | PET | ZIM | SFÎ | MIL | BĂL | DAC | DIN |
| --- | ------------------------- | -- | -- | - | -- | -- | -- | --- | --- | ----------------- |  | --- | --- | --- | --- | --- | --- | --- | --- |
| 1   | Sheriff Tyraspol          | 14 | 10 | 3 | 1  | 24 | 6  | +18 | 33  | Faza druga        |  |     | 1–1 | 0–0 | 3–0 | 2–0 | 2–1 | 2–1 | 2–0 |
| 2   | Petrocub Hîncești         | 14 | 8  | 3 | 3  | 20 | 11 | +9  | 27  | Faza druga        |  | 1–0 |     | 2–2 | 0–2 | 2–1 | 1–0 | 1–0 | 4–0 |
| 3   | Zimbru Kiszyniów          | 14 | 4  | 7 | 3  | 17 | 17 | 0   | 19  | Faza druga        |  | 1–1 | 2–1 |     | 3–3 | 1–1 | 0–3 | 3–4 | 2–1 |
| 4   | Sfîntul Gheorghe Suruceni | 14 | 6  | 1 | 7  | 18 | 22 | −4  | 19  | Faza druga        |  | 1–3 | 1–2 | 0–1 |     | 1–0 | 1–2 | 1–0 | 3–0 |
| 5   | Milsami Orgiejów          | 14 | 4  | 5 | 5  | 12 | 14 | −2  | 17  | Faza druga        |  | 0–2 | 1–0 | 1–0 | 2–3 |     | 1–0 | 1–1 | 0–0 |
| 6   | Bielce                    | 14 | 5  | 2 | 7  | 13 | 13 | 0   | 17  | Faza druga        |  | 0–3 | 0–1 | 0–2 | 4–0 | 1–1 |     | 0–1 | 1–0 |
| 7   | Dacia Buiucani            | 14 | 4  | 4 | 6  | 14 | 14 | 0   | 16  | Liga 1 Faza druga |  | 0–2 | 0–0 | 0–0 | 2–0 | 0–2 | 0–0 |     | 5–0 |
| 8   | Dinamo-Auto Tyraspol      | 14 | 1  | 3 | 10 | 5  | 26 | −21 | 0   | Liga 1 Faza druga |  | 0–1 | 1–4 | 0–0 | 0–2 | 1–1 | 0–1 | 2–0 |     |

1. 1 2  Mecze bezpośrednie, punkty: Zimbru 4, Sfîntul Gheorghe 1.
2. 1 2  Mecze bezpośrednie, punkty: Milsami 4, Bălți 1.
3. ↑  Dinamo-Auto Tyraspol odjęto 6 punktów za ustawianie meczów[1].

## Faza druga
| Lp. | Drużyna                       | M  | Z | R | P | B+ | B– | +/– | Pkt | Kwalifikacja                                           |  | SHE | PET | ZIM | MIL | SFÎ | BĂL |
| --- | ----------------------------- | -- | - | - | - | -- | -- | --- | --- | ------------------------------------------------------ |  | --- | --- | --- | --- | --- | --- |
| 1   | Sheriff Tyraspol (M, P)       | 10 | 7 | 3 | 0 | 15 | 3  | +12 | 24  | Liga Mistrzów UEFA • I runda kwalifikacyjna            |  |     | 1–0 | 0–0 | 2–1 | 1–0 | 1–0 |
| 2   | Petrocub Hîncești             | 10 | 6 | 3 | 1 | 16 | 6  | +10 | 21  | Liga Konferencji Europy UEFA • II runda kwalifikacyjna |  | 1–1 |     | 3–2 | 2–1 | 3–0 | 0–0 |
| 3   | Zimbru Kiszyniów              | 10 | 3 | 3 | 4 | 10 | 9  | +1  | 12  | Liga Konferencji Europy UEFA I runda kwalifikacyjna    |  | 0–2 | 1–2 |     | 0–1 | 0–0 | 1–0 |
| 4   | Milsami Orgiejów              | 10 | 3 | 2 | 5 | 10 | 16 | −6  | 11  | Liga Konferencji Europy UEFA I runda kwalifikacyjna    |  | 0–4 | 0–2 | 0–3 |     | 3–0 | 1–0 |
| 5   | Sfîntul Gheorghe Suruceni (W) | 10 | 1 | 4 | 5 | 4  | 13 | −9  | 7   | Wycofana                                               |  | 0–2 | 0–0 | 0–2 | 1–1 |     | 1–1 |
| 6   | Bielce                        | 10 | 0 | 5 | 5 | 5  | 13 | −8  | 5   |                                                        |  | 1–1 | 0–3 | 1–1 | 2–2 | 0–2 |     |

1. 1 2  Sheriff Tyraspol gospodarzem spotkania.
2. ↑  Sfîntul Gheorghe Suruceni po zakończeniu rozgrywek został rozwiązany[4].
3. ↑  Petrocub Hîncești gospodarzem spotkania.

## Statystyki
| Bramki | Strzelcy        | Drużyna                   |
| ------ | --------------- | ------------------------- |
| 8      | Rasheed Akanbi  | Sheriff Tyraspol          |
| 8      | Alexandru Dedov | Zimbru Kiszyniów          |
| 7      | Marius Iosipoi  | Petrocub Hîncești         |
| 6      | Radu Gînsari    | Milsami Orgiejów          |
| 5      | Vladimir Ambros | Petrocub Hîncești         |
| 5      | Victor Bogaciuc | Petrocub Hîncești         |
| 5      | Jibril Ibrahim  | Sfîntul Gheorghe Suruceni |

| Asysty | Zawodnik                 | Drużyna           |
| ------ | ------------------------ | ----------------- |
| 5      | Vladimir Ambros          | Petrocub Hîncești |
| 4      | Maxim Cojocaru           | Petrocub Hîncești |
| 4      | Daniel Danu              | Bielce            |
| 4      | Alexandru Dedov          | Zimbru Kiszyniów  |
| 4      | Mouhamed Diop            | Sheriff Tyraspol  |
| 4      | Marius Iosipoi           | Petrocub Hîncești |
| 4      | Zotsara Randriambololona | Bielce            |
| 4      | Ioan-Călin Revenco       | Petrocub Hîncești |